# Taylor Landing Provincial Park
Der Taylor Landing Provincial Park ist ein rund 2 Hektar (ha) großer Provincial Park in der kanadischen Provinz British Columbia. Der Park gehört zu den zehn kleinsten der Provincial Parks in British Columbia.

## Anlage
Der Park liegt am südlichen Ufer des Peace River, östlich der Einmündung des Pine River, im Peace River Regional District. Westlich des Parks überquert der Highway 97 den Fluss, um am gegenüberliegenden Ufer die Gemeinde Taylor zu passieren.
Bei dem Park, der am 2. August 1978 eingerichtet wurde, handelt es sich um ein Schutzgebiet der Kategorie II (Nationalpark).